# Mycopan scabripes
Mycopan scabripes — вид грибів, що належить до монотипового роду  Mycopan.

## Опис
Шапинка сіро-коричнева чи темна діаметром 1 – 5 см, спочатку конусоподібна, пізніше випукла. Поверхня шапки гігрофанна, оксамитова, зморшкувата, борозниста. Ніжка рівна або зігнута, порожниста, ламка, висотою 3 – 9 см, діаметром 0,4 – 0,5 см.

## Поширення та середовище існування
Зростає в Україні.